# Wolkering (Thalmassing)
Wolkering ist ein Pfarrdorf und Ortsteil der Gemeinde Thalmassing im Landkreis Regensburg (Bayern) mit 377 Einwohnern (Stand 8. April 2025). Durch das Dorf fließt der Poignbach (auch „Kumpfmühlbach“ oder nur „Mühlbach“ genannt).

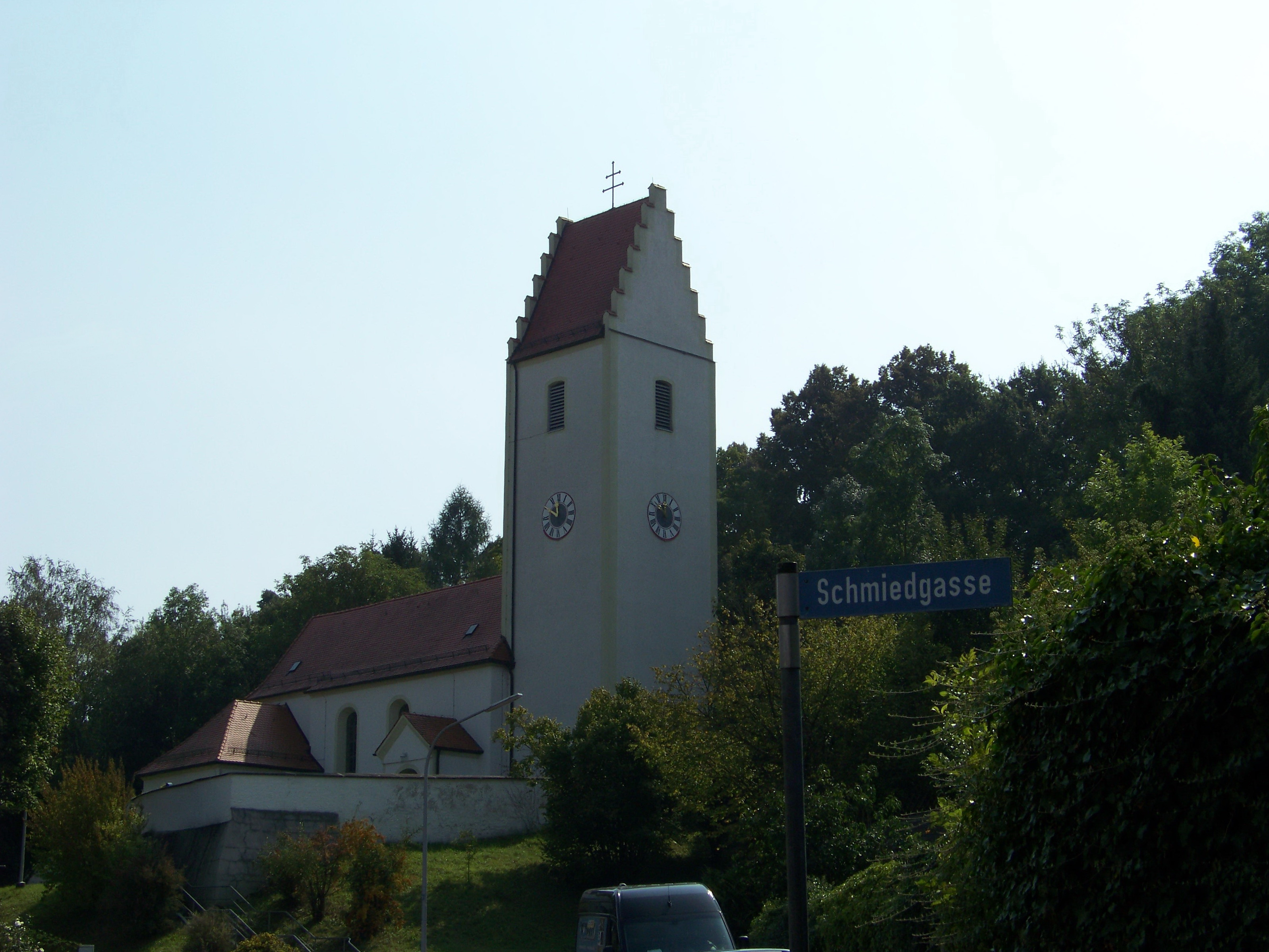
Katholische Pfarrkirche Mariä Himmelfahrt

## Geschichte
Kurz nach 800 wird das Dorf erstmals urkundlich erwähnt. Das ursprüngliche Haufendorf bei der Kirche wurde später um eine Straßendorfsiedlung nördlich des Poignbaches erweitert. Das Dorf lag lange abseits von Durchgangsstraßen. Die wichtigste Verbindung war der sogenannte „Stadtweg“ über Oberhinkofen nach Regensburg. 1908 wurde die Verbindungsstraße nach Gebelkofen und Poign ausgebaut und Mitte der 1950er Jahre asphaltiert. Mitte der 1950er Jahre wurden außerdem die Gemeindeverbindungswege nach Thalmassing und Weillohe ausgebaut.
Über die ursprüngliche Kirche der Pfarrei Wolkering ist nichts mehr bekannt. Der alte Pfarrhof wurde 1979 abgebrochen. Die barocke Kirche Mariä Himmelfahrt stammt aus dem Jahre 1746.

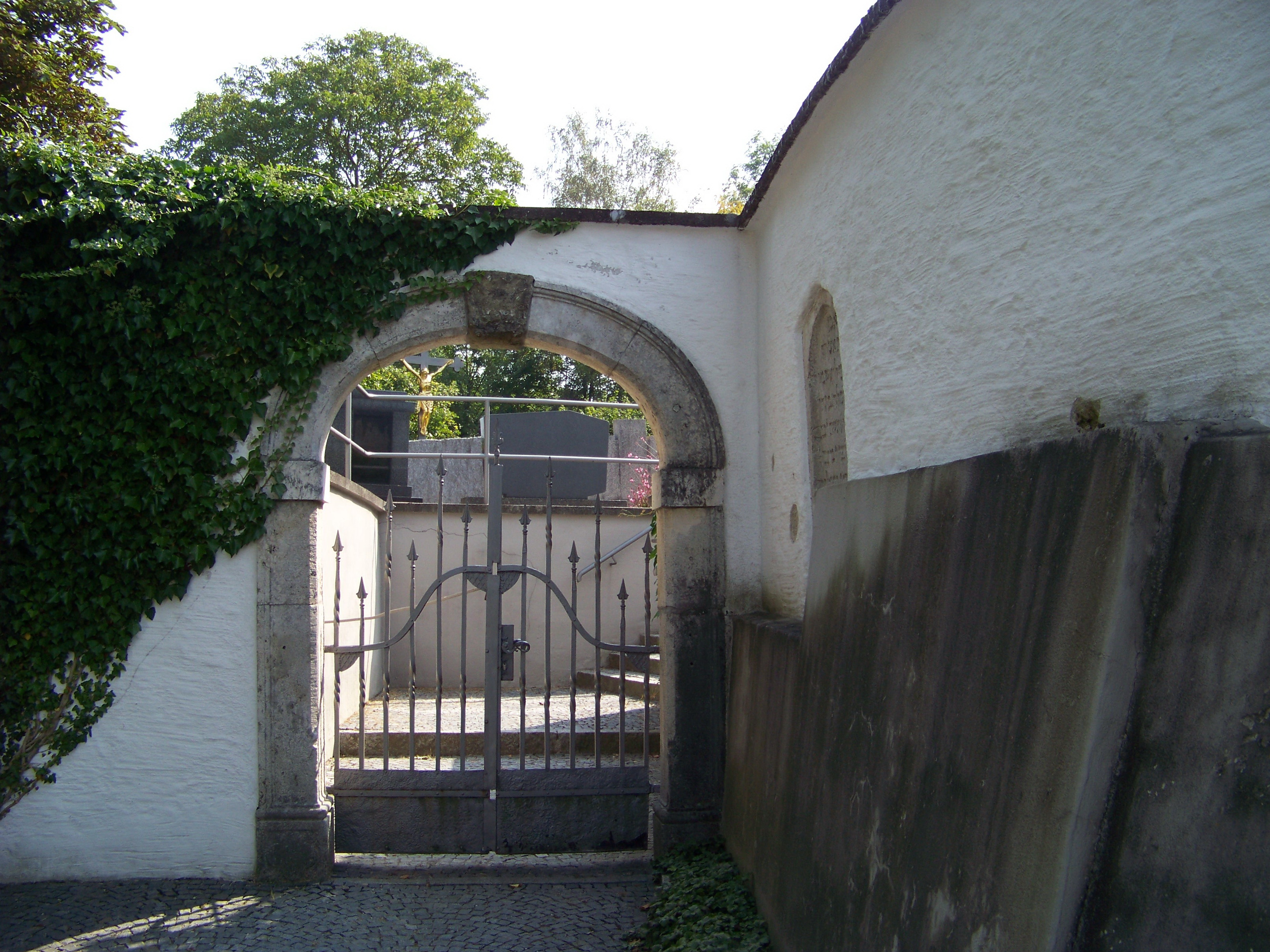
Friedhofsmauer mit korbbogigem Portal

Am 1. Januar 1972 schloss sich die bis dahin selbstständige Gemeinde Wolkering mit Thalmassing, Luckenpaint, Sanding (bis 1875 Obersanding) und Weillohe zu einer neuen Gemeinde Thalmassing zusammen.

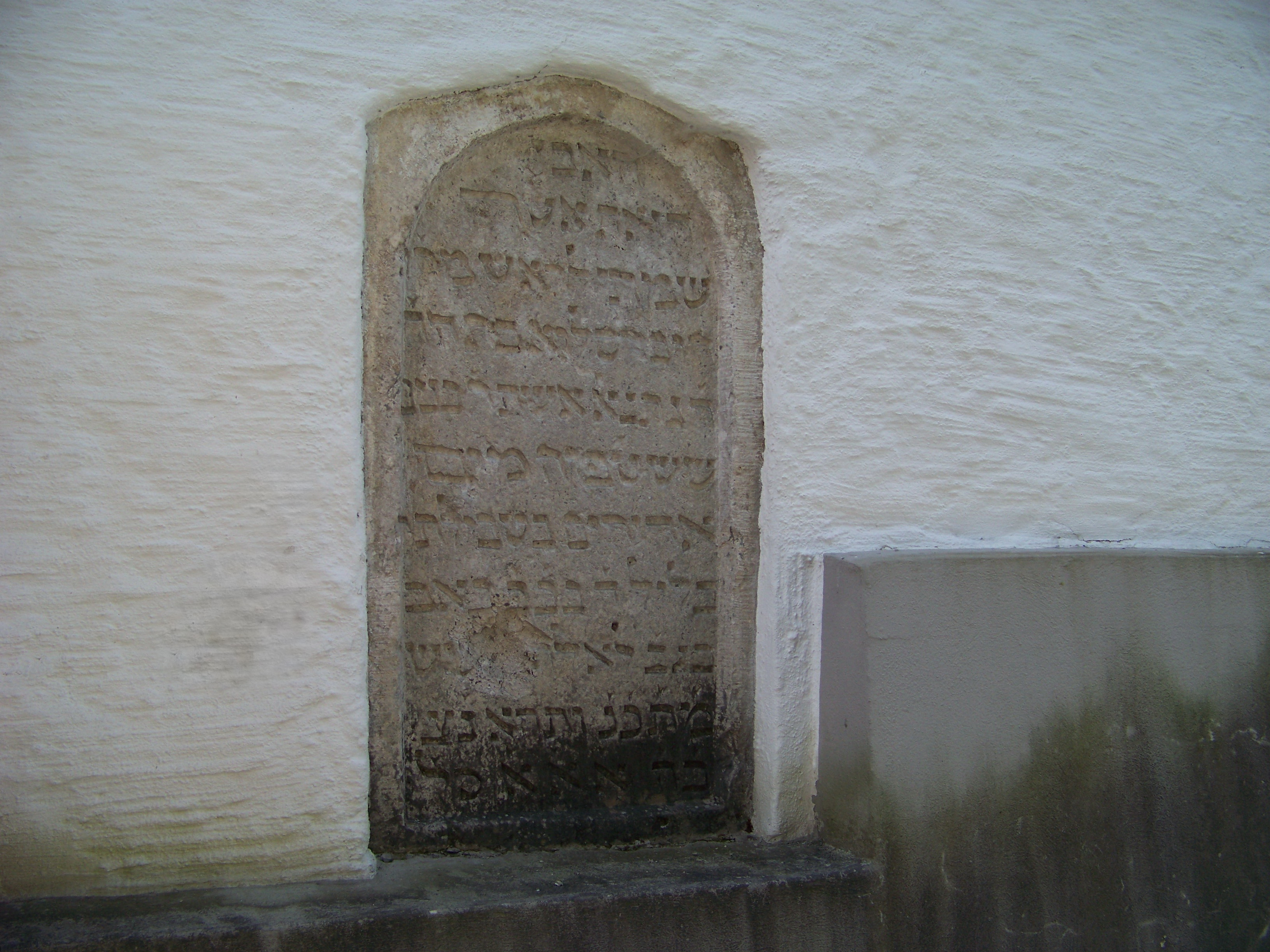
Jüdischer Grabstein, 1292.

## Bauwerke
Barocke Kirche Mariä Himmelfahrt: Saalbau mit eingezogenem Chor und westlichem Fassadenturm mit Treppengiebel.

- Liste der Baudenkmäler in Wolkering

## Fest der 100 Biere

### Geschichte
Entstanden ist das Fest nach einer Idee und auf Initiative des Kfz-Meisters Johann „Hans“ Treintl (1954–2016), der anlässlich der Fußball-Weltmeisterschaft 2006 damit begonnen hatte, aus Kronkorken „Fußbälle“ herzustellen, um sie dann bei den umliegenden Brauereien gegen Bier einzutauschen. Durch den Erlös aus dem Verkauf des Bieres auf diversen Weltmeisterschaft-Partys und einem Dorffest konnte ein Teil der Neubaukosten des Bolzplates in Wolkering finanziert werden.
Dieser Erfolg bewirkte, dass sich Hans Treintl 2007 darüber Gedanken machte, ob diese Aktion auch im größeren Rahmen zu realisieren wäre. Tatsächlich sagten die angefragten Brauereien in Bayern ihre Hilfe zu, indem sie der Spende von Bier zustimmten: Die Idee zum „Fest der 100 Biere“ war geboren. Treintl sammelte die von den Brauereien gestellten Bierkästen persönlich bei den Brauereien ein und wurde in der Durchführung des Fests von ehrenamtlichen Helfern unterstützt.
Nach dem Tod von Hans Treintl übernahm der im Oktober 2015 gegründete Verein Dorfgemeinschaft Wolkering und Umgebung die Organisation des Festes. Die Anzahl der Mitglieder dieses Vereins liegt lediglich bei ca. 150 Personen.

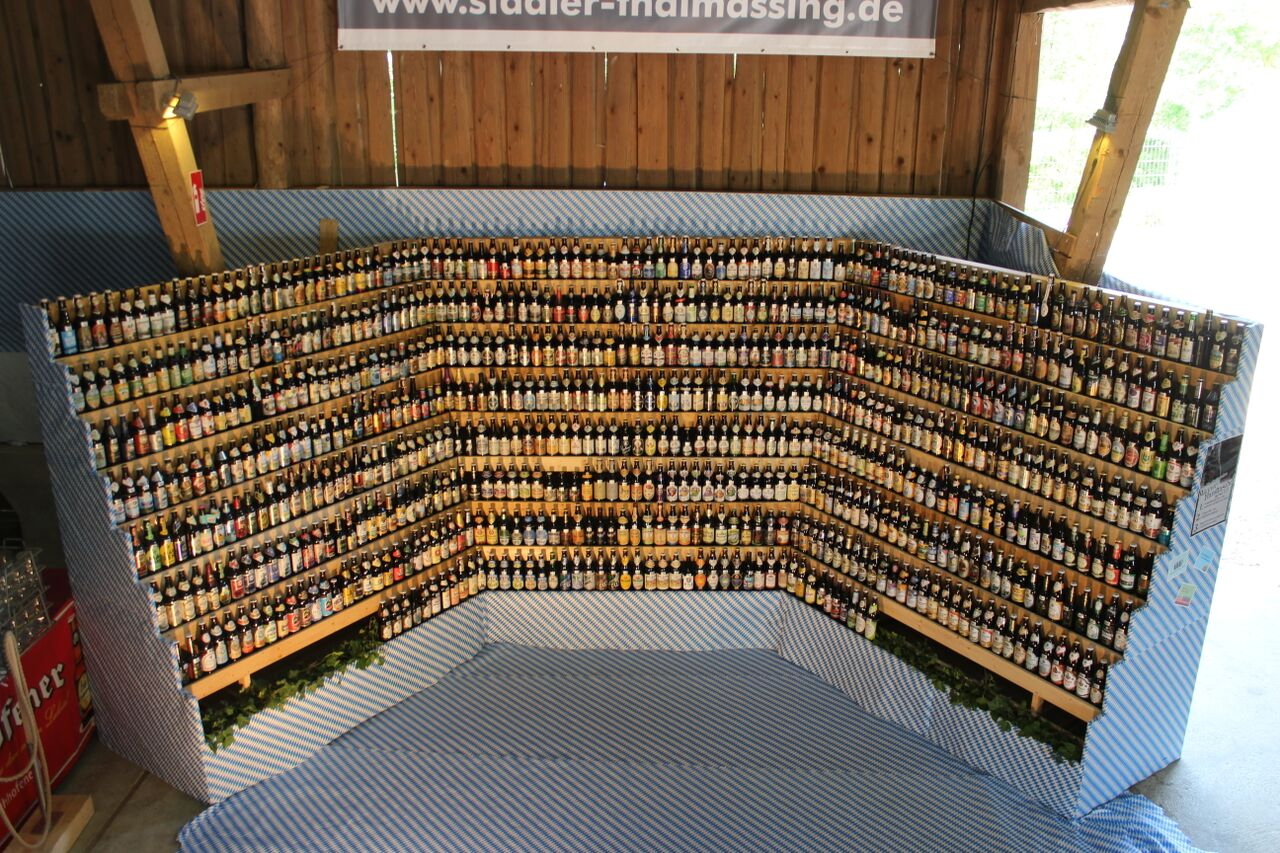
Bierregal (2017)

„Die Idee von Hans Treintl verdient es, weiter geführt zu werden und ich finde den eingeschlagenen Weg mit der Vereinsgründung hervorragend. [...] Das „Fest der 100 Biere“ strahle positiv weit über die Gemeindegrenzen hinaus.“

### Daten und Fakten
Bei der ersten Veranstaltung 2008 wurden auf dem Fest noch 111 bayerische Bieren angeboten, 2012 waren es bereits 352 und 2014 standen bereits 450 Biere zur Auswahl.
2016, im Jahr des 500-jährigen Jubiläums des Bayerischen Reinheitsgebots von 1516, konnte das vom Gründervater Hans Treintl gesetzte Ziel, entsprechend 500 Sorten anbieten zu können, letztendlich überboten werden: insgesamt wurden 599 Biersorten angeboten. Die rund 4500 Besucher konsumierten 9.000 Liter Bier, sodass die Veranstaltung einen Spendenerlös in Höhe von 10.000 Euro einbrachte.
2017 besuchten das Fest, für das mittlerweile über 700 Biersorten bereitgestellt wurden, ca. 7.500 Besucher aus der ganzen Region, die 9.500 Liter Bier tranken. Der Erlös aus dem Bierverkauf von 16.000 Euro wurde an karitative Einrichtungen gespendet.

### Auszeichnungen
- 2009: „Goldene Bieridee“ des Bayerischen Brauerbundes und des Bayerischen Hotel- und Gaststättenverbandes für Hans Treintl
- 2017: 2. Preis in der Kategorie „Soziales“ des „Sparkassen Bürgerpreis 2017“ der Sparkasse Regensburg für Stefan Seitz (Dorfgemeinschaft Wolkering und Umgebung e. V.)

## Vereine
(Quelle: )
- Aktive Bürger Wolkering
- Bund Naturschutz Ortsgruppe Thalmassing
- CSU Ortsverein Wolkering
- Dorfgemeinschaft Wolkering Wolkering und Umgebung e.V.
- Freiwillige Feuerwehr Wolkering
- Gospelchor KlangWoGe (Wolkering und Gebelkofen)
- Kath. Frauenbund Wolkering
- Katholische Landjugendbewegung Wolkering-Gebelkofen
- Krieger- und Soldatenverein Wolkering/Gebelkofen
- Marianische Männer Congregation Wolkering-Gebelkofen
- Pfarrgemeinderat Wolkering
- Schützenverein Wolkering

## Persönlichkeiten
- Edith Kellnhauser (1933–2019), Pflegewissenschaftlerin, Hochschullehrerin und Publizistin
- Josef Kreiml (* 1958), römisch-katholischer Priester und Theologe